# 블랙아웃 (2004년 영화)
《블랙아웃》(영어: Twisted)은 2004년 공개된 미국의 심리 스릴러 영화이다.

## 줄거리
샌프란시스코 경찰국 소속 제시카 셰퍼드 순경은 과거 연쇄 살인범 사건에서 인질로 잡히는 위기를 극복하고 범인을 체포해 강력반 형사로 승진하였다. 셰퍼드를 키운 위탁 가정 아버지이자 멘토인 존 밀스 차장은 셰퍼드를 자랑스러워하지만, 셰퍼드는 과거 아버지가 어머니의 불륜 상대들을 죽인 끔찍한 범죄에 대한 트라우마로 알코올 의존증과 성욕과다증에 시달린다.
그러던 중 셰퍼드와 하룻밤 관계를 맺은 남성들이 연이어 잔혹하게 살해되는 사건이 발생한다. 셰퍼드는 새로운 파트너 마이크 델마코와 함께 수사에 착수한다. 셰퍼드는 피해자들과의 관계를 인정하지만 이를 수사에 이용할 수 있다는 밀스의 주장 덕분에 수사에서 배제되지 않는다. 셰퍼드는 살인이 일어나는 밤마다 필름이 끊기는 증상을 겪고, 심지어 자신의 침대에서 시체와 함께 발견되기도 한다. 사건 초반 셰퍼드는 범인에게 스토킹을 당하는 것으로 여겨지지만, 곧 경찰 내부는 물론 셰퍼드 본인조차도 그녀가 아버지처럼 살인을 저지르고 있는 것은 아닌지 의심하기 시작한다.
그러나 셰퍼드의 혈액 분석에서 강력한 수면제 로히프놀 성분이 검출되면서 셰퍼드는 혐의를 벗는다. 밀스는 델마코를 범인으로 의심하고, 셰퍼드와 함께 델마코의 집에 찾아간다. 델마코를 불가항력 상태로 만들기 위해 밀스가 로히프놀이 들어간 와인을 건네자 셰퍼드는 밀스가 진범임을 깨닫는다.
과거 셰퍼드의 어머니와 부적절한 관계를 맺은 밀스는 셰퍼드의 어머니가 여러 남자와 불륜을 저질러온 사실을 셰퍼드의 아버지에게 알렸고, 이에 셰퍼드의 아버지가 미치면서 부부 관계가 파탄에 이르자 밀스는 죄책감을 느꼈다. 이에 밀스는 셰퍼드의 어머니의 불륜 상대들을 죽이고 셰퍼드의 아버지도 고통에서 벗어나게 해주려는 생각에서 죽인 뒤 이를 자살로 위장했다. 그리고 오늘날 셰퍼드가 셰퍼드의 어머니처럼 방종한 인물이 되게 내버려두지 않겠다는 책임감에서 셰퍼드의 연인들을 제거해온 것이다.
밀스가 셰퍼드에게 자신의 범행을 고백할 때 셰퍼드는 몰래 그의 자백을 다른 경찰들에게 전송하고, 셰퍼드와 델마코를 죽이려던 밀스는 셰퍼드의 총에 맞아 바다로 추락하며 최후를 맞는다.

## 출연
- 애슐리 저드 - 제시카 셰퍼드 역
- 새뮤얼 L. 잭슨 - 존 밀스 역
- 앤디 가르시아 - 마이크 델마코 역
- 데이비드 스트러세언 - 프랭크 박사 역
- 러셀 웡 - 통 경위 역
- 캐머런 맨하임 - 리사 역
- 마크 펠러그리노 - 지미 슈밋 역
- 타이터스 웰리버 - 데일 베커 역
- D. W. 모펏 - 레이 포터 역
- 리처드 T. 존스 - 윌슨 제퍼슨 역
- 릴런드 오서 - 에드먼드 커틀러 역
- 버로니카 카트라이트 - 집주인 역 (크레디트 미기재)

## 우리말 녹음
SBS 성우진 (2006년 12월 23일)
- 정미숙 - 제시카(애슐리 저드)
- 김기현 - 존 밀스(새뮤얼 L. 잭슨)
- 김환진 - 마이크(앤디 가르시아)
- 문옥현 - 집주인(버로니카 카트라이트)
- 정동열 - 술집 주인(드루 레치워스)
- 이호인 - 멜빈(데이비드 스트러세언) / 데일(타이터스 웰리버)
- 이재용 - 지미(마크 펠러그리노) / 부서장(러셀 웡)
- 장주영 - 마이크의 동료(대니 로페즈)
- 김호성 - 커틀러(릴런드 오서)
- 양희문 - 레이(D. W. 모펏)
- 한수림 - 리사(캐머런 맨하임)
- 이상범 - 윌슨(리처드 T. 존스)
- 민지 - 경찰(애니 롱)